# Antoinette Bourignon

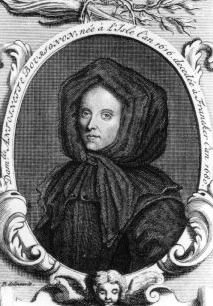
Antoinette Bourignon

Antoinette Bourignon, född 13 januari 1616 i Lille, död 30 oktober 1680 i Franeker, var en fransk religiös svärmare.
Bourignon hade en mystisk läggning, som förstärktes genom stränga späkningar och läsning av asketisk litteratur. Vid 20 års ålder rymde hon från föräldrahemmet för att undgå ett giftermål. Efter föräldrarnas död kom hon i besittning av en större förmögenhet och var 1653-62 direktör för ett hospital i sin födelsestad. 
Bourignon tröttnade emellertid snart på denna sysselsättning och började ett kringflackande liv. Hon trodde sig vara utkorad till att återuppliva den sanna evangeliska andan. På skilda orter i Belgien och Nederländerna samlade hon anhängare och försökte bland annat att på ön Nordstrand i Nordfriesland upprätta en samlingsort för dem. Under en vistelse i Husum i Slesvig anlade hon ett tryckeri för spridande av sina traktater. Hon utövade ett betydande inflytande på den nederländske zoologen Jan Swammerdam. Hon misslyckades emellertid med sin strävan att uppnå ett bestående centrum för den rörelse hon startat. 
Bourignons trognaste anhängare, mystikern Pierre Poiret, utgav 1679-84 hennes traktater i 19 band. Dessa med glödande entusiasm avfattade skrifter utövade länge inflytande i mystisk-pietistiska kretsar.